# 藤原良継
藤原 良継（ふじわら の よしつぐ）は、奈良時代の公卿。初名は宿奈麻呂（すくなまろ）。藤原式家の祖である参議・藤原宇合の次男。官位は従二位・内大臣、贈正一位・太政大臣。勲等は勲四等。平城・嵯峨両天皇の外祖父。

## 経歴
天平12年（740年）に発生した兄・広嗣の反乱（藤原広嗣の乱）に連座して伊豆国へと流罪となる。天平14年（742年）に罪を赦され少判事に任ぜられ、天平18年（746年）正六位下から従五位下に叙せられる。
その後、越前守・上総守・相模守・上野守と地方官や、民部少輔・右中弁・造宮大輔と京官を歴任するが実績を上げる事が出来なかった。加えて、南家・北家に比べると式家の衰退振りは著しく、宿奈麻呂は不遇の日々を送っていた。当時は従兄で南家の藤原仲麻呂の絶頂期であり、天平宝字6年（762年）には仲麻呂の3人の息子（真先・訓儒麻呂・朝狩）が参議となる一方、宿奈麻呂は47歳にして未だに従五位上の位階に甘んじていた。そのような状況の中、宿奈麻呂は佐伯今毛人・石上宅嗣・大伴家持らと結託し仲麻呂暗殺計画を企図するも計画は仲麻呂側に漏洩。天平宝字7年（763年）に4人は捕らえられるが、宿奈麻呂は単独犯行を主張、八虐の一つである大不敬との罪により解官の上、姓も剥奪された。なお、他の3人は罪は問われなかったものの九州に左遷された（佐伯今毛人：大宰府営城監、石上宅嗣：大宰少弐、大伴家持：薩摩守）。
天平宝字8年（764年）9月に仲麻呂が反乱を起こすと（藤原仲麻呂の乱）、宿奈麻呂は詔勅を受け兵数百人を率いてこれを討ち、従五位上から三階昇進して従四位下に昇叙されると共に勲四等を叙勲され、さらに同年10月には正四位上・大宰帥に叙任された。天平神護2年（766年）には従三位に昇進。参議に任ぜられた石上宅嗣と共に公卿に列す。
神護景雲4年（770年）参議に昇進してまもなく称徳天皇が崩御、皇嗣選定にあたっては弟・百川と従兄で北家の藤原永手らと共に白壁王（光仁天皇）の擁立に尽力し、正三位・中納言に叙任された。同年、良継に改名。宝亀2年（771年）に左大臣の永手が死去すると光仁天皇擁立の功臣として藤原氏一門の中心的存在となり、中納言から一挙に内臣に任ぜられ、右大臣・大中臣清麻呂に次いで、太政官の次席の座を占める。この右大臣・内臣併置の背景には、右大臣の清麻呂には太政官の政務にあたらせ、光仁即位に貢献した良継は内臣に任じて側近として政務に当たらせようとしたと推測される。なお、当時の太政官符の宣者として清麻呂・良継はほぼ同数現れており、当時の太政官には二人の権力が並立していたと見られる。ここで、清麻呂を左大臣、良継を右大臣とする方法も考えられるが、位階が正三位である良継を従二位の大納言・文室大市に超越させることができなかった、大中臣氏という家柄から清麻呂の左大臣就任を憚ったとする見解がある。この頃になると良継は権力を一手に握って思いのままに政治を行い、官人の人事も自由にしたという。宝亀5年（774年）従二位。
宝亀8年（777年）正月に内大臣に任ぜられるが、同年9月18日に薨御。享年62。最終官位は内大臣従二位。即日従一位の位階を贈られた。
『万葉集』に採られた和歌作品はないが、天平宝字元年 （757年）12月18日、三形王邸の宴で伝誦された妻の歌がある。

## 官歴
注記のないものは『続日本紀』による。
- 天平14年（742年） 日付不詳：少判事[1]
- 時期不詳：正六位下
- 天平18年（746年） 4月22日：従五位下。6月21日：越前守。9月14日：上総守
- 天平勝宝4年（752年） 11月3日：相模守
- 天平宝字元年（757年） 5月20日：従五位上。6月16日：民部少輔
- 天平宝字3年（759年） 11月5日：右中弁
- 天平宝字5年（761年） 正月16日：上野守
- 天平宝字7年（763年） 正月9日：造宮大輔
- 天平宝字8年（764年） 9月12日：従四位下、勲四等[1]。10月3日：正四位上、大宰帥
- 天平神護2年（766年） 11月5日：従三位
- 時期不詳：兵部卿
- 神護景雲2年（768年） 11月13日：兼造法華寺長官
- 神護景雲4年（770年） 7月20日：参議。8月4日：装束司（称徳天皇崩御）。8月6日：騎兵司（同）。8月20日：中納言[1]。8月22日：大宰帥。9月16日：式部卿。10月1日：正三位
- 宝亀2年（771年） 3月13日：内臣
- 宝亀5年（774年） 正月7日：従二位
- 宝亀8年（777年） 正月3日：内大臣。9月18日：薨御（内大臣従二位）、贈従一位

## 系譜
- 父：藤原宇合
- 母：石川国咸大刀自[9] - 石上麻呂の娘?
- 妻：阿倍古美奈（阿倍粳蟲の娘） - 尚侍兼尚蔵
  - 女子：藤原乙牟漏（760-790） - 桓武天皇皇后。平城天皇・嵯峨天皇母
- 妻：蓼原氏[1]
  - 男子：能原長枝[1]（768?-?）
- 生母不明
  - 男子：藤原宅美
  - 女子：藤原楓麻呂室 - 藤原園人母?
  - 女子：藤原人数（?-809） - 藤原鷲取室、藤嗣母
  - 女子：藤原家依室
  - 女子：藤原永手室
  - 女子：藤原諸姉（?-786） - 藤原百川室、旅子母

阿倍古美奈との間に生まれた娘・乙牟漏は桓武天皇との間に平城天皇・嵯峨天皇・高志内親王を儲け、平城天皇の即位に伴い、良継は正一位・太政大臣を追贈された。しかしながら、男子には恵まれず越前守などを務めた一人息子の託美が長岡京で賊に襲われて死亡すると家は断絶するに至った。